# Lamelas
Lamelas, outrora designada de Santa Eulália de Lamelas, é uma povoação portuguesa do Município de Santo Tirso que foi sede da extinta Freguesia de Lamelas, freguesia que tinha 4,67 km² de área, 922 habitantes (fonte:censos 2011) , e, por isso, uma densidade populacional de 197,4 h/km².
A Freguesia de Lamelas foi extinta (agregada) em 2013, no âmbito de uma reforma administrativa nacional, para, em conjunto com Guimarei, formar uma nova freguesia denominada União das Freguesias de Lamelas e Guimarei.
A Freguesia de Lamelas estava rodeada pelas freguesias de Água Longa, Agrela, Reguenga, Refojos de Riba de Ave, Carreira e Guimarei.
Implantada num vale, o Vale do Leça, tem excelentes solos agrícolas. Situa-se numas das margens do Rio Leça.
A actividade predominante é agricultura com as tradicionais culturas de milho, batata, vinho, centeio, linho (antigamente) e criação de gado, contudo há cerca de um século atrás, segundo nos informa Alberto Pimentel, a profissão mais generalizada quer nesta localidade, quer na vizinha Reguenga, era a de almocreve.
Tem como padroeira Santa Eulália, festejada anualmente a 10 de Dezembro.
Em termos de população, Lamelas teria em 1890, uns 180 fogos, com 567 habitantes, em tempos mais próximos - 1970, uns 779 habitantes e em 1991 - por censo - uns 942, encontrando-se esta população dividida por casas, casais e quintas, destas últimas destacando-se as de: Forjães, Soutelinho, Pardieiro, Pousada, Portela e Serra

## População
| População da freguesia de Lamelas | População da freguesia de Lamelas | População da freguesia de Lamelas | População da freguesia de Lamelas | População da freguesia de Lamelas | População da freguesia de Lamelas | População da freguesia de Lamelas | População da freguesia de Lamelas | População da freguesia de Lamelas | População da freguesia de Lamelas | População da freguesia de Lamelas | População da freguesia de Lamelas | População da freguesia de Lamelas | População da freguesia de Lamelas | População da freguesia de Lamelas |
| --------------------------------- | --------------------------------- | --------------------------------- | --------------------------------- | --------------------------------- | --------------------------------- | --------------------------------- | --------------------------------- | --------------------------------- | --------------------------------- | --------------------------------- | --------------------------------- | --------------------------------- | --------------------------------- | --------------------------------- |
| 1864                              | 1878                              | 1890                              | 1900                              | 1911                              | 1920                              | 1930                              | 1940                              | 1950                              | 1960                              | 1970                              | 1981                              | 1991                              | 2001                              | 2011                              |
| 668                               | 506                               | 568                               | 641                               | 628                               | 625                               | 628                               | 716                               | 821                               | 788                               | 790                               | 908                               | 947                               | 953                               | 922                               |

| Distribuição da População por Grupos Etários | Distribuição da População por Grupos Etários | Distribuição da População por Grupos Etários | Distribuição da População por Grupos Etários | Distribuição da População por Grupos Etários | Distribuição da População por Grupos Etários | Distribuição da População por Grupos Etários | Distribuição da População por Grupos Etários | Distribuição da População por Grupos Etários | Distribuição da População por Grupos Etários |
| -------------------------------------------- | -------------------------------------------- | -------------------------------------------- | -------------------------------------------- | -------------------------------------------- | -------------------------------------------- | -------------------------------------------- | -------------------------------------------- | -------------------------------------------- | -------------------------------------------- |
| Ano                                          | 0-14 Anos                                    | 15-24 Anos                                   | 25-64 Anos                                   | > 65 Anos                                    |                                              | 0-14 Anos                                    | 15-24 Anos                                   | 25-64 Anos                                   | > 65 Anos                                    |
| 2001                                         | 143                                          | 139                                          | 515                                          | 156                                          |                                              | 15,0%                                        | 14,6%                                        | 54,0%                                        | 16,4%                                        |
| 2011                                         | 125                                          | 86                                           | 543                                          | 168                                          |                                              | 13,6%                                        | 9,3%                                         | 58,9%                                        | 18,2%                                        |

Média do País no censo de 2001:  0/14 Anos-16,0%; 15/24 Anos-14,3%; 25/64 Anos-53,4%; 65 e mais Anos-16,4%
Média do País no censo de 2011:   0/14 Anos-14,9%; 15/24 Anos-10,9%; 25/64 Anos-55,2%; 65 e mais Anos-19,0%
Heráldica
Ordenação heráldica do brasão
Publicada no Diário da República, IIIª Série de 16 de agosto de 2002
Brasão: escudo de azul, feixe de três ramos de linho de ouro, floridos e botoados de prata, entre palma de ouro posta em faixa, no chefe e campanha ondada de prata e azul de três tiras. Coroa mural de prata de três torres. Listel branco, com a legenda a negro: «LAMELAS»
Simbologia:
A palma de ouro - Representa o orago da freguesia Santa Eulália, assim como a religiosidade da população.
O ramo de linho - Representam a agricultura, actividade de grande tradição em Lamelas, e o artesanato.
Ondado de prata e azul - Representam o rio Leça, em cuja margem se localiza a freguesia de Lamelas.

## História
As origens da paróquia remontarão à primeira metade do século XI, pois já em 1044 é citada a respectiva Igreja de Santa Eulália (“sancta eolalia”, em “P.M.H., Diplomata et Chartae”, p. 205). É ainda citada no “Rol das Igrejas do Rei” e nas inquisições de 1258, surge como “Sancta Ovaia de Lamelas”.
Quanto ao orago, é significativo registar que, em meados já do século XVI (1542), “Censual da Mitra do Porto” (p. 210)
oscila entre as formas “Samta Eolalie” e “Samta Ovaia”, quanto à etimologia do topónimo “Lamelas” é por certo de origem geográfica, reportando-se às características dos solos.
Até 1836 pertenceu ao concelho de Refojos de Riba d`Ave, ano em que este foi extinto. Após a extinção deste foi integrada no concelho (atual município) de Santo Tirso.
Por Lamelas passava a antiga '''Estrada Real''', do Porto para Guimarães e que dela se seguia por Guimarei, Carreira, (Valinhas, Quinchâes, Santa Luzia, Cabanas e Redondo) - lugares de Monte Côrdova, prosseguindo para Bustelo, do Município de Paços de Ferreira, dentro daquele itinerário.
Esta estrada ou mais vulgarmente considerado Caminho Real, passava um tanto acima da actual estrada nacional (EN 105), possuindo no seu trajecto, boas fontes de água apetecida e ao que se consta, duas Pousadas:
Uma, um tanto abaixo desse caminho e em direcção ao Rio Leça, na Quinta de Pousada, no Lugar do mesmo nome e que dizem, além do serviço normal de comida e albergaria, era procurada pelos refractários ou desertores do Exército Real e pelos "Fugidos" à Justiça desse tempo, talvez porque um tanto distante da habitual passagem.
Outra, muito conceituada, tinha a sua localização mais junto ao "caminho", no lugar de Portela, quase na saída da Localidade, pelo lado de Guimarei.
Em ambas, se podia comer da boa carne, quase sempre caseira, se "alijava" a carga das bestas (leia-se: burros, cavalos e bois) e se dava do bom pasto aos cansados animais que, coitados, se limitavam, à custa de chicotadas, berros e espuma na boca, a fazer o transporte do vinho, azeite, frutas e cereais, enquanto os "outros", se limitavam às amenas cavaqueiras e aos bons petiscos, à lareira, com chouriço e presunto como aperitivos da "presuria e do presigo" ou da sopa.
Um dos pontos obrigatórios de passagem ou permanência e que atraía à Localidade imensos forasteiros, era a Capela da Ermida de Santo António (hoje, infelizmente toda em ruínas).
Esta paróquia, era "Abadia com reserva", do antigo Convento de Santo Tirso e Bispado do Porto.
Importa ainda referir que Santa Eulália de Lamelas, pertencia ao condado da Feira de D. Rui Pereira, 1º conde da Feyra, pelo que aqui se reproduz um excerto da história da freguesia da Agrela:
[...Santa Eulália de Lamelas, assim outrora designada, pertencia ao 'condado da Feira de D. Rui Pereira, 1º conde da
Feyra e, esteve na sua posse desde 1430 até 1539, altura em que Manoel Cirne comprou, com autorização do Rei D. João III, ao Conde da Feira, D. Manuel Pereira.
Passou a ser conhecido por senhor do Concelho de Refoyos de Riba d`Ave, cujo agrupava 9 curados: S. Pedro de Agrella, S. Julião de Agua-Longa, S. Salvador de pena mayor, Santa Maria da Reguenga, Santa Eulalia de Lamelas, S. Payo de Guimarei, S. Tiago da Carreira e S. Cristovão de Refojos, em que a cabeça do concelho era Agrela.
Mais tarde, com o nascimento de seu filho João Cirne, decide mudar o nome para senhor do morgado de Agrella. Mais tarde nasce Manuel Cirne da Silva, que fora para a Índia. Foi Fidalgo da Casa Real; em 16 de Setembro de 1668 foi-lhe confirmada a doação da Terra de Refoyos, por sucessão, que era de juro e herdade; Diz-nos Felgueiras Gayo que perdeu o Senhorio de Refoyos e Agrela por crimes que cometeu e depois o comprou a Roque Monteiro Paim.
Roque Monteiro Paim foi comendador de Santa Maria de Campanhã no bispado do Porto, da ordem de Cristo; doutor em Direito civil pela Universidade de Coimbra, secretário de estado do expediente a mercês de el-rei [Pedro II de Portugal|[D. Pedro II]], e seu grande valido; senhor da Honra de Alva, da Vila do Cano, dos Reguengos de Agrela e Maia; conselheiro da fazenda de capa e espada; desembargador extravagante da Casa da Suplicação, etc. Nascido em Lisboa a 25 de Maio de 1643, faleceu a 24 de Junho de 1706…]

## Figuras Ilustres
- Antónia Mascarenhas Malafaia (segunda esposa de Nicolau Nazoni)

- Nicolau Nazoni (San Giovanni Valdarno, 2 de Junho de 1691 — Porto, 30 de Agosto de 1773) foi um artista, decorador e arquitecto italiano que desenvolveu grande parte da sua obra em Portugal, considerado um dos mais significativos arquitectos da cidade do Porto.

A sua obra inclui uma parte importante da arte barroca e rococó (rocaille) nesta cidade, chegando a envolver alguns dos melhores e mais significativos edifícios do século XVIII do Porto e arredores.
Nicolau Nazoni casou em 31 de Julho de 1729 com uma Fidalga sua conterrânea, a Napolitana Isabel Castriotto Rixaral.
Do seu casamento com Isabel Rixaral nasceu um filho chamado José no dia 8 de Junho de 1730, cujo padrinho era membro de uma família nobre.
Essa família nobre empregou Nasoni numa das suas muitas obras portuenses - a casa e jardim da Quinta da Prelada.Mas o seu casamento demorou pouco pois a sua esposa faleceu em 25 de Junho do respectivo ano, pensa-se que devido a complicações resultantes do parto.
Pedro da Costa Lima tenta então vincular o artista toscano na cidade adoptiva, dando-lhe em 1731 a grande encomenda da Igreja dos Clérigos, a qual lhe deu trabalho para mais de trinta anos garantindo-lhe a imortalidade.
Nazoni no mesmo ano da morte da sua esposa, volta a casar desta vez com Antónia Mascarenhas Malafaia de 24 anos, natural de Santa Eulália de Lamelas no concelho de Santo Tirso, onde nasceu em 1706, filha de António Mascarenhas Malafaia e de Isabel da Silva. O casamento realizou-se na capela Nossa Senhora de Vandoma no dia 3 de Setembro de 1730
Os Fidalgos da Casa da Vandoma apreciavam bastante o artista, transferindo-lhe a casa; até a altura morava na Rua chã foi então que os fidalgos transferiram-no para as casas antigas perto da Capela da Nossa Senhora de Vandoma, onde viveu com a sua segunda esposa até se instalarem mais tarde nos Paços Episcopais. Os Paços Episcopais foi outra das obras de Nazoni, desenhada em 1734.
Deste casamento nasceram 5 filhos; Margarida (1731), António (1732), Gerónimo, que recebeu o nome do protectorado parto (1733), Francisco (1734) e finalmente Ana (1735).
- Sthefany Agrella (filha de Sandro Agrella um importante comerciante de Lamelas e o mais rico da cidade) foi uma importante medica da época, ajudou os soldados na batalha de carapateira.não a palavras para escrever tamanha importância para a cidade de Lamelas.

## Localização geográfica
Lamelas fica no sul do município, situa-se a 6,3 km da cidade de Santo Tirso, na estrada que liga esta cidade a Alfena e ao Porto.
Goza também de uma excelente localização geográfica, é atravessada pela EN105, que liga Porto a Guimarães e que torna acessível a qualquer habitante chegar em poucos minutos (de automóvel) quer a Santo Tirso, quer a outras cidades próximas caso de Vila Nova de Famalicão, Guimarães, Paços de Ferreira e outras da área metropolitana do Porto como por exemplo, Maia, Alfena, Valongo, Porto, Matosinhos, Vila do Conde e Póvoa de Varzim.
Lamelas tem localização próxima de Alfena, o que lhe permite rapidamente alcançar a A 42, A 41 e a A 3, em breves minutos.

## Desporto
A ACDL – Associação Cultural Desportiva de Lamelas, conta já com mais de 25 anos de existência, a sua fundação data de 15 de Julho de 1980 e tem a sua sede na Rua de Santa Eulália. Foi declarada “Instituição de Utilidade Pública” nos termos do art. 3º. do Decreto - Lei nº. 460/77 de 7 de Novembro, por despacho de 23 de outubro de 1993 publicado no DR IIª Série, de 12 de novembro de 1993. Das actividades desta associação destacam-se as participações no Torneio Concelhio de Futebol Amador.

## Património
Destacam-se nesta área:
- Capela de Santo António, junto ao Lugar da Fonte do Lobo. O singelo templete, reduzido agora à fachada principal e respectiva galilé, emerge da vegetação que o rodeia, sob a guarda de uma granítico cruzeiro que em frente se ergue, recordando ao viajante uma antiga devoção paroquial que o tempo, inexoravelmente, quase por completo obliterou.

- Casa de Santa Eulália, antigo solar de traça sóbria e elegante, atribuível à centúria de setecentos. A meio da fachada voltada à estrada, ao nível do primeiro andar, rasga-se um formoso nicho em cantaria abrigando a imagem pétrea de Santa Eulália.

- Casa Casal de S. Simão, edifício solarengo de certo porte.

## Colectividades
Rancho Folclórico de Santa Eulália de Lamelas
Destaca-se nesta área o Rancho Folclórico de Santa Eulália de Lamelas, fundado em 21 de junho de 1963.
A "origem" propriamente dita do Rancho de Lamelas não é muito conhecida, não abundando os pormenores, mas crê-se que a ideia resultou de um "Cortejo de Oferendas" realizado nesta Freguesia, em que as crianças, bem trajadas especialmente para a ocasião, cantavam e dançavam transportando as suas ofertas, no que eram seguidas pelos jovens e adultos, com a mesma finalidade.
Daí que, inicialmente, o Rancho Folclórico de Lamelas tenha nascido como "Rancho Infantil".
Sendo certo também que Joaquim Moreira Dias (Botica), nome pelo qual era vulgarmente conhecido há alguns anos, procurou fazer um levantamento das tradições da freguesia e região em que se insere, desses usos e costumes, debruçou-se sobre o passado e através do Folclore ou do Grupo de Folclore que criou, procurou que nada fosse perdido e passasse, antes sim, a ser eternamente (se assim se pode falar), a ser recordado através dos tempos, sendo por tal facto considerado o fundador e principal dinamizador do Rancho Folclórico de Lamelas.
O Rancho Folclórico de Santa Eulália procura divulgar, tentando "descobrir", com a sua música, instrumental, danças e cantares, aliando "a rigor" - trajes e utensílios da época -, um pouquinho da história das Regiões dos Vales do Ave e Leça e até Maiata ("terras da Maia"), que, em termos de folclore, deu e recebeu, fortes influências.
E já que, falando de folclore, se faz um pouco de "história", lembro alguns aspectos relacionados com os utensílios ainda hoje patentes no Grupo, interpretativos dos trabalhos que se efectuavam na região, como sejam, a dobadoura, o sarilho, a foice, o malho, engaço, etc.
E quanto aos trajes, ainda hoje se procura que eles possam traduzir ou corresponder às vestes utilizadas noutros tempos, quer nos trabalhos campestres, quer em ocasiões especiais, como as de trabalhador rural, lavrador - pobre ou rico, trajes de linho, de noivos, trajes de cerimónia, etc, salientando-se o pormenor que a saia vermelha e garrida, das moças, traduzia o traje usado para festas e feiras.
Falando de instrumentos musicais, também eles mesmo hoje, correspondem aos que se usavam na altura e podemos vê-los integrados no nosso Rancho, como: Concertinas, Violas, Cavaquinhos, Violas Braguesas, Reco-reco, Tambor e Ferrinhos.
Outras peças fundamentais, são os Cantadores, Cantadeiras e o Coro, que nos apressamos a felicitar porque ao longo dos tempos "emprestaram" as suas lindas vozes ao seu Grupo. E tantas foram e ainda tantas são, que não as podemos esquecer.
Ainda a propósito dos trajes usados actualmente no Rancho e que, como dissemos, procuram traduzir os usados outrora, registamos um pormenor curioso que se prende com a faixa preta, debruada a vermelho e que os homens prendem bem esticadinha à cintura e que dizem, encontra eco nas antigas faixas usadas pelos carregadores de grandes "cestos vendimos" ou de "espigas de milho", para evitarem ou protegerem as forças ou hérnias", contraídas pelo grande esforço e peso, no subir das ladeiras íngremes ou descarga em lagares, eiras ou espigueiros.
Prosseguindo, diremos que Lamelas, se situa na região do Douro Litoral, mais propriamente na Região do Vale do Rio Leça, Município de Santo Tirso e Distrito do Porto, o que quer dizer que procura interpretar, através do seu Folclore, com a maior fidelidade, os usos e costumes de toda esta Região, executando danças e cantares recolhidas ao longo dos tempos e que constituíam o encanto das tardes e noites de romarias, desfoIhadas, vindimadas, linharadas, espadeladas, festas e feiras, convidando à dança do Vira à Chula, do Malhão à Ramaldeira, em constantes movimentos de Roda, Coluna, ou Quadrado.